# Teatro Dante

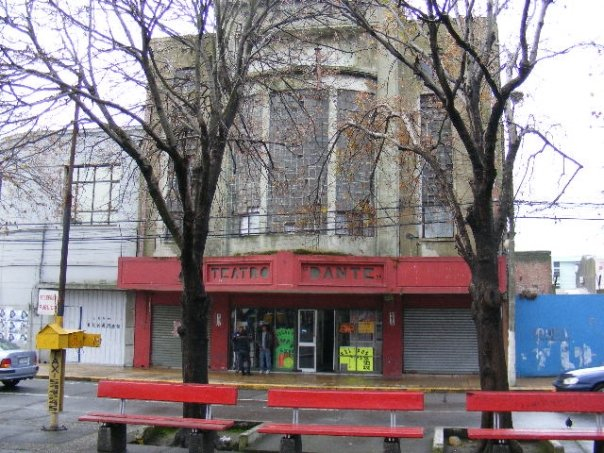
El Teatro Dante en 2008.

El Teatro Dante se encuentra en la ciudad de Talcahuano, Chile. Construido a fines de los años 1940, se convirtió en el centro de la entretención de la ciudad hasta los años 1980, cuando producto de su sub-utilización fue cerrado y abandonado.
Debido al terremoto de Chile de 2010, con el plan de reconstrucción de la ciudad, surgieron diversos planes por parte de la Municipalidad de Talcahuano para recuperar el teatro, que no sufrió daños en su fachada, pero sí en su interior.